# جعفرآباد (زواره)
جعفرآباد یک روستا در ایران است که در استان اصفهان واقع شده‌است. جعفرآباد ۵۰ نفر جمعیت دارد.